# Flecha Bus
La Empresa de Transporte de Derudder Hermanos S.R.L., más conocida como Flecha Bus o Flecha, es una empresa de ómnibus de larga distancia y grupo empresarial de Entre Ríos Argentina dedicado al transporte público de pasajeros y al turismo.
La empresa de ómnibus fue fundada por el Sr. Gabriel Aguirre bajo el nombre de La Flecha, prestando servicios en la Provincia de Entre Ríos. Los empresarios Raúl y Guillermo Derudder son quiénes manejan la empresa hoy día.
Actualmente, es considerado como el grupo de transporte de pasajeros más grande de la Argentina y es propietario de diferentes empresas del país. El Grupo Derudder es uno de los grupos económicos más importantes del país.
Los hermanos tienen su propia fundación llamada Fundación Flechabus, sus principales ejes de trabajo son la educación vial y la promoción de proyectos de integración en educación, salud y deporte. Es una de las fundaciones de empresarios que más dona del país.

## Historia
Flecha Bus nace en 1959 de la mano de su fundador Hugo Fidel Derudder, quién en ese tiempo vivía en Colonia El Carmen, junto a su familia. Las constantes inundaciones que azotaron la zona en aquel tiempo, obligaron a Derudder a abandonar su actividad principal, el cultivo de arroz, y trasladarse hacia la localidad de Villa Elisa y luego hacia Paraná con fines de solicitar asesoramiento para poner una línea de colectivos. El destino los embarcó hacia esa localidad en un colectivo de la empresa La Flecha, propiedad del Sr. Aguirre, que al enterarse del interés de Derudder por poner una línea de colectivo, le propone ser socios en La Flecha. De regreso a Villa Elisa se cierra el negocio en $400.000.
Posteriormente Derudder le ofrece formar una sociedad a su vecino, Pedro Orcellet, y se traslada a la ciudad de Colón junto a su familia, su socio y su nueva empresa, La Flecha. Los primeros coches fueron dos ómnibus motor Ford a nafta, modelo 1946, de 24 asientos y otro, más pequeño, de 18. Ambos hacían el recorrido de lo que fue la primera línea Colón-Villaguay, que más tarde se extendió a Paraná y, por un tiempo, Colón-San Salvador. En 1960, la empresa ya contaba con cuatro coches. Por razones políticas le quitan la línea a Paraná, motivo por el cual comienzan a realizar viajes de turismo. Córdoba fue el primer destino turístico en 1963. 
Al llegar 1969, Orcellet abandona la sociedad de turismo. Para ese entonces, los hijos de Derudder, Raúl y Guillermo, cuya edad no llegaba a los 20 años, ya habían asumido el liderazgo de la empresa. Visitan escuelas promoviendo excursiones, firmando contratos, a la vez que se encargan de la conducción y mecánica de las unidades.
Ya entrando en los 90, Orcellet y Aguirre venden su porcentaje accionario. Desde entonces el crecimiento de Flecha Bus en el transporte terrestre de pasajeros ha sido notable, hoy en día es la empresa número 1 del rubro con una amplia cobertura Nacional e Internacional, y una moderna flota de micros que se renueva permanentemente.

## Servicios
Flecha Bus, a razón de su oligopolio o monopolio en algunas rutas, es la única opción para el transporte público hacia algunas ciudades del pais.
Como se evidencia en su calificación pública en Google Maps, ha venido perdiendo reputación entre los pasajeros a causa del empobrecimiento de sus servicios, la falta de agua potable a bordo, entre otros.
Hace algunas décadas, se entregan a bordo en trayecto a cortos, una bandeja de telgopor con artículos de kiosco o productos basados en harinas y azúcares. No se disponía de alimentos aptos para celíacos (tampoco es conocido que se ofrezca en servicios de larga distancia). Los TV en las unidades proyectaban películas durante el viaje. Actualmente esto está fuera de servicio en trayectos de incluso hasta 5-6 horas, se desconoce en trayectos de mayor distancia la calidad de los snack actuales y de la disponibilidad de alimentos aptos para celiacos.
La empresa cuenta con venta de pasajes online a través de su página web, pudiendo visualizar las opciones de día y horario de viaje además de la disponibilidad de asientos en sus cinco servicios (la categoría no determina diferencia en el servicio a bordo, sólo la morfología del asiento. No implica que se disponga de agua ni limpieza de baños o venta de refrigerios, el servicio es igual en todo sentido, sin importar el tipo de asiento elegido):
- El servicio Semicama está operado en su mayoría por ómnibus doble piso de motor Mercedes-Benz O 500 con carrocería Metalsur Starbus DP, Busscar Panorâmico DD y Marcopolo Paradiso G6 1800DD.
 Estas unidades cubren trayectos de larga distancia, tienen capacidad para sesenta pasajeros y butacas reclinables en ciento veinte grados con idéntica inclinación para los apoya piernas. Las unidades poseen cuatro televisores LCD, dos bares y dos toilettes.
- Actualización: los bares no están en funcionamiento. La descripción de los bares, aunque fuera de funcionamiento hace varios años, respondía a un dispenser/termo empotrado de café, y un dispenser de jugo. La marca o descripción de la composición de las bebidas era desconocida.
- El servicio Cama Premium está operado en su mayoría por ómnibus doble piso de motor Scania K 400 con carrocería Marcopolo Paradiso 1800 DD G7 y otros Mercedes-Benz O 500 con carrocería Metalsur Starbus DP. Cubre trayectos de larga distancia, como por ejemplo: los comprendidos entre Córdoba - San Martín de los Andes. Estas unidades tienen capacidad para cuarenta y dos pasajeros, butacas reclinables en ciento cincuenta grados con misma inclinación para los apoya piernas, poseen cuatro televisores LCD, un bar, toilette y servicio con auxiliar de a bordo. Se sirve, de acuerdo a la duración del viaje y horario de salida/llegada, una comida caliente o snack acompañado de bebidas alcohólicas o sin alcohol, así como también desayuno.

- El servicio Mix está operado en su mayoría por ómnibus doble piso de motor Mercedes-Benz O 500 con carrocería Metalsur Starbus DP y coches Scania K 400 y Mercedes-Benz O 500 con carrocería Marcopolo Paradiso 1800 DD G7. Cubre trayectos de larga distancia. Estas unidades tienen capacidad para cincuenta y cinco pasajeros (once butacas en el piso inferior con Servicio Ejecutivo y cuarenta y cuatro butacas Semicama en el piso superior), butacas reclinables en ciento veinte grados (piso inferior) y 150 grados (piso superior) con misma inclinación para los apoya piernas. Las unidades poseen cinco televisores LCD, dos bares, dos toilettes y servicio con auxiliar de a bordo para los pasajeros que adquirieron el Servicio Ejecutivo. Se sirve para estos últimos, y de acuerdo a la duración del viaje y horario de salida/llegada, una comida caliente o snack acompañado de bebidas alcohólicas o sin alcohol, así como también desayuno.

- El servicio Suite Premium está operado en su mayoría por ómnibus doble piso de motor Mercedes-Benz O 500. Estas unidades tienen capacidad para veinticuatro pasajeros. Cuenta además con bar, toilette y servicio con auxiliar de a bordo. Se sirve, de acuerdo a la duración del viaje y horario de salida/llegada, una comida caliente o snack acompañado de bebidas alcohólicas o sin alcohol, así como también desayuno.

### Sala VIP Retiro
La Sala VIP Retiro es un multiespacio de 300 m² compartido por diez empresas, entre ellas Nueva Chevallier, ubicado en la Terminal de Ómnibus de Retiro, Ciudad de Buenos Aires. Está destinado para los pasajeros que aguardan la hora de partida de su servicio. Cuenta con: Bar, lockers para equipajes, oficina de informes, Wi-Fi, área para niños, Televisión por cable, área de lectura y mesas de trabajo.

## Subsidiarias

### Vigentes
- Central Alcorta:
- Arito:
- Autotransporte San Juan:  -  -  -  -  -  -  -  -
- Brown:  -  -  -  -  -
- CAUVI:  /
- Central Argentino:  -  -  -  -  -  -  -  -
- Chevallier:  -  -  -  -  -  -  -  -  -  -  -  -  -  -  -  -  -
- Ciudad de Gualeguay:  -  -  -  - - -
- CO.D.T.A.:
- Coata-Córdoba:
- COIT:  /
- Costera Criolla:  -  -  -
- El Cóndor/San Cristóbal:
- El Norte:
- El Norte Bis:  -  -  -  -  -  -  -  -
- Empresa Argentina:  -  -
- Encon:  -  -  -  -  -  -  /
- E.T.A.:  -
- E.T.A.C.E.R.:  -
- General Güemes:
- La Preferida Bus (Boliviana):  /
- La Veloz del Norte:  -  -  -  -  -  -  -  -  -  /  -
- Mar Chiquita:  -  -
- Micro-Mar:  -
- Nueva Godoy Internacional:  -  -  -  -  /
- Nueva Empresa Ciudad de Esperanza:
- Nuevo Expreso:  -  -  -  -  -
- Pullman General Belgrano:  -  -  -  /
- Ríos Tur:
- San José/Rápido Tata:  -  -  -  -  -  -  -  -
- San Juan-Mar del Plata:  -  -  -  -  -  -  -  -
- Sierras de Córdoba:  -  -  -  -  -  -  -
- Urquiza:  -  -  -  -  -  -  -
- Zenit:  -  -  -  -  -

### Caducadas
- Domínguez:  -  -  -  -
- Gutiérrez:  -  -  -  -  -  -
- Transportes Unidos del Sud:  -  -  -  -  -  -  -

- Monticas: -  -  -  -  (desaparecida en 2017 tras la masacre de Pérez.[6]

## Destinos
Realiza viajes diarios a todas las provincias argentinas a excepción de Chubut, Santa Cruz y Tierra del Fuego. Las tres cabeceras de la empresa son la Terminal de Ómnibus de Retiro seguida por la Terminal de Ómnibus de Córdoba y la Terminal de Ómnibus Mariano Moreno (Rosario) y además hace servicios a Brasil, Uruguay y Bolivia.
Además, Flecha Bus cuenta con una Unidad Estratégica de Negocios que se dedica al Turismo Individual. La empresa ofrece a los pasajeros paquetes turísticos a diferentes destinos de Argentina como: Colón, Federación, Bariloche, San Martín de los Andes, Merlo San Luis, Mendoza, Villa Carlos Paz, Salta. Los destinos Internacionales son a Brasil a los siguientes destinos: Camboriú, Florianópolis, Torres y Ferrugem.